# Ignacio Rodríguez
Pour les articles homonymes, voir Rodríguez.
Ignacio Rodríguez Bahena (né le 12 juillet 1956 à Zacatepec de Hidalgo au Mexique et mort le 19 mai 2025) est un joueur de football international mexicain qui évolue au poste de gardien de but, avant de devenir entraîneur.

## Biographie

### Carrière de joueur

#### Carrière en club
Ignacio Rodríguez joue principalement en faveur du CD Zacatepec et du CF Atlante.
Il dispute au cours de sa carrière plus de 300 matchs en première division mexicaine.
Il remporte avec le CF Atlante une Coupe des champions de la CONCACAF, en battant le club surinamien du SV Robinhood en finale.

#### Carrière en sélection
Ignacio Rodríguez joue 11 matchs en équipe du Mexique lors de l'année 1980.
Il dispute notamment trois matchs rentrant dans le cadre des éliminatoires du mondial 1982.
Il figure dans le groupe des sélectionnés lors de la Coupe du monde de 1986. Lors du mondial organisé au Mexique, il officie comme gardien remplaçant et ne joue aucun match.

## Palmarès
| Zacatepec - Championnat du Mexique D2 (1) : - Champion : 1978. |  | CF Atlante - Coupe des champions de la CONCACAF (1) : - Vainqueur : 1983. |